# Герман II Мъгленски
Герман II Мъгленски (на гръцки: Γερμανός, Германос) е гръцки духовник, митрополит на Вселенската патриаршия.

## Биография
През август 1793 година е избран и по-късно ръкоположен в мъгленски митрополит в Емборе. Умира в 1798 година.